# Гамбия на Универсиадах
Гамбия принимает участие в Универсиадах начиная с летней Универсиады 1979 года в Мехико. На зимних Универсиадах спортивная делегация Гамбии не участвовала ни разу.
На настоящее время (после летней Универсиады 2021 и зимней Универсиады 2023) спортсмены Гамбии на всех Универсиадах медалей не завоевали.